# Quaderni Bolotanesi
'Quaderni Bolotanesi (sottotitolo: Una rivista di storia e cultura sarda) è una rivista annuale fondata a Bolotana (NU) nel 1975 da Italo Bussa. Nel 2014 era stata chiusa con la pubblicazione n.40, nel 2021 ha ripreso le pubblicazioni con il numero 41.
I Quaderni Bolotanesi sono editi dall'Associazione culturale "Passato e Presente".
Gli argomenti trattati nella rivista sono vari, ma riferiti alla Sardegna, storia, antropologia, etnografia, linguistica, filologia, politica, letteratura, geografia e gli argomenti di interesse locale. 

## Collaboratori
- Elettrio Corda
- Alain Roussel
- John Day
- Jacques Ruffié
- Gabriella Mondardini
- Pietro Soddu
- Paolo Pillonca
- Guido Melis
- Josep Camarena Mahiques
- Eduardo Blasco Ferrer
- Manlio Chiappini
- Francesco Cesare Casula
- Umberto Cardia
- Evelyne Patlagean
- Maurice Le Lannou
- Françoise Raison-Jourde
- Gian Paolo Mele
- Salvatore Mannuzzu
- Gian Franco Anedda
- Luigi Lombardini

- Francesco Alziator
- Federico Palomba
- Aldo Accardo
- Girolamo Sotgiu
- Francesco Macis
- Alberto Boscolo
- Lorenzo Del Piano
- Giulio Paulis
- Gemina Fernando
- Marco Tangheroni
- Philippe Leveau
- Graziano Milia
- Manlio Brigaglia
- Fernando Pilia
- Giovanni Nonne
- Annico Pau
- Maria Giacobbe
- Ignazio Delogu
- Heinz Jürgen Wolf
- Antonello Mattone